# Drusus plicatus
Drusus plicatus là một loài Trichoptera trong họ Limnephilidae. Chúng phân bố ở miền Cổ bắc.